# سعاد المعمرية
هي سعاد بنت سعيد بن سيف المعمرية، ولدت حاولي سنة 1327 هـ (1908م) فقيهة وداعية ومربية، من أهل زنجبار وترجع أصولها إلى عمان بالمنزفة بولاية إبراء.

## تعليمها
بدأت تعليمها في مصر من الصغر ثم ابتعثت إلى إنجلترا للحصول على شهادة البكالوريوس في علوم التدبير المنزلي. بعد عودتها من إنجلترا عينتها الحكومة المصرية مدرسة في مدارس المعلمات، ثم ناظرة لمدرسة الثقافة النسوية في مدينة طنطا ثم اختيرت مفتشة (موجهة) لعلوم التدبير المنزلي، وقد وضعت كتابا في فرع الغسيل والكي كان من المقررات المعتمدة في المدارس والكليات بمصر، وكان لها دور في توعية النساء فقهيا.

### زواجها
تزوجت سنة 1371هـ (1951م) بأبي إسحاق إبراهيم بن محمد أطفيش، ورافقته في رحلته إلى زنجبار في 7 صفر 1380 – 12 ربيع الثاني 1380هـ (31 يوليو 1960 – 3 أكتوبر 1960م).
بعد وفاة زوجها عادت إلى زنجبار، وهناك كثفت نشاطها في الدعوة النسوية، ثم انتقلت إلى ممباسا الكينية وبقيت بها عدة سنوات قبل أن تستقر مع أهلها بإبراء، وهناك توفيت عن عمر يناهز 85 عاما.

## مؤلفاتها
مشاعر عائدة إلى أرض الوطن، يتكون الكتاب من 45 صفحة يضم مقدمة للباحث الشيباني ونص الكلمة التي ألقتها سعاد المعمرية في النادي العربي للنساء بزنجبار ضمن أمسية احتفائية بعودتها إلى مدينتها في حفل حضرته نحو ستين امرأة من نساء زنجبار.